# Bordatius capensis
Bordatius capensis är en skalbaggsart som beskrevs av Riccardo Pittino och Mario Mariani 1986. Bordatius capensis ingår i släktet Bordatius och familjen Aphodiidae. Inga underarter finns listade.